# Magere Henne

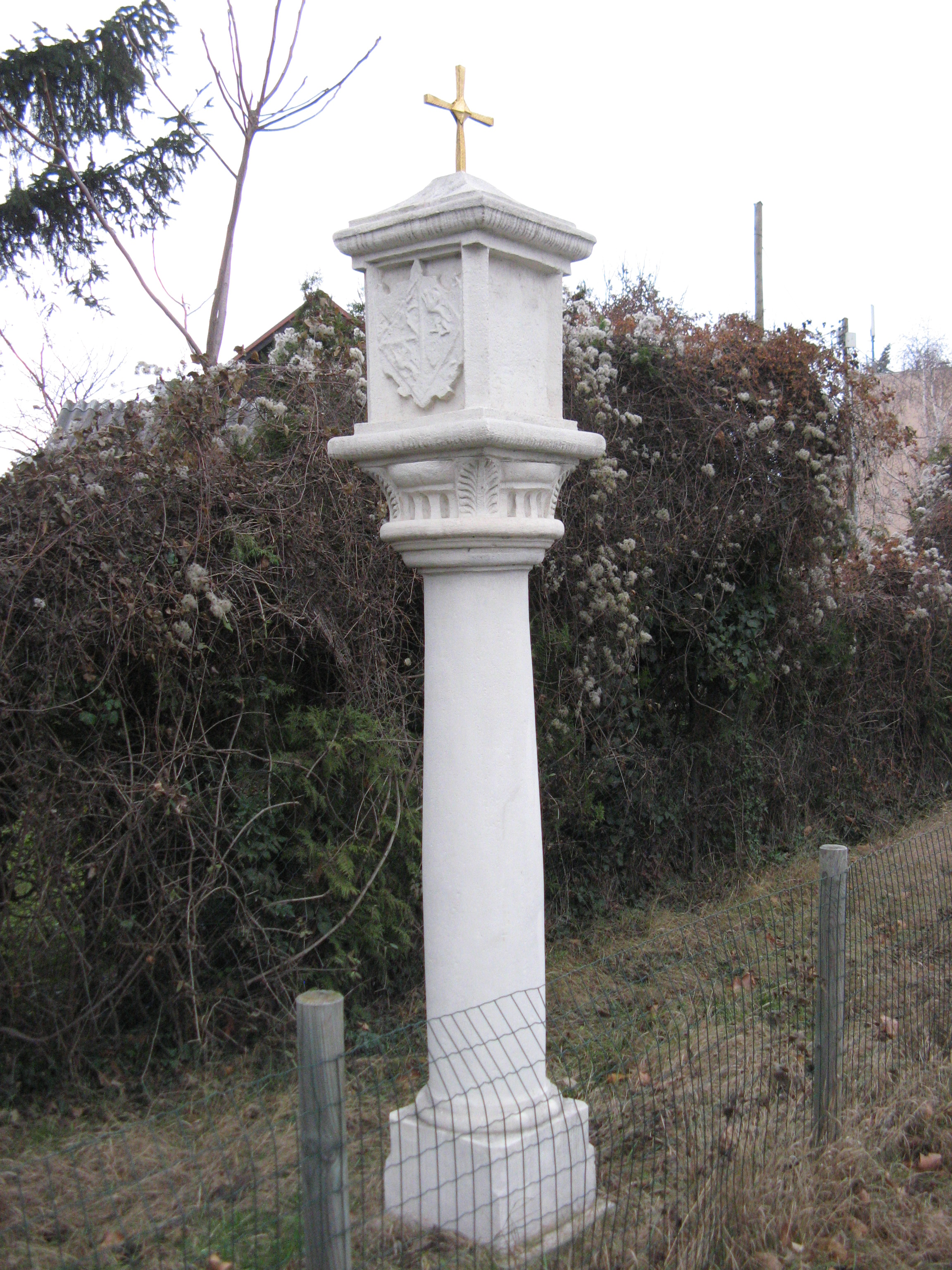
Hendlkreuz (2009)

Der Bildstock Magere Henne, auch Hendlkreuz genannt, ist eine denkmalgeschützte Bildsäule bei der Laaer-Berg-Straße 100, auf dem Höhenrücken des Laaer Berges, im 10. Wiener Gemeindebezirk Favoriten, Bezirksteil Oberlaa. Die ursprüngliche Säule ist 1548 als Grenzstein von Max Beck aus Leopoldsdorf errichtet worden. Die Reliefs auf dem Tabernakelaufsatz sind stark verwittert.

## Legende und Wirklichkeit
Obwohl der Anlass, die Zeit der Errichtung und auch die Funktion gut belegt sind, hat sich wegen des hiesigen Flurnamens „Magere Henn“ eine Sage mit dem in der Wiener Gegend nicht gerade seltenen Türkenmotiv gebildet. Danach wäre während der Ersten Wiener Türkenbelagerung (1529) dem Anführer einer dort lagernden Türkenschar das ihm gerade servierte Huhn vom Teller geschossen worden. In einer anderen Version ist ihm beim Hendl-Essen der Schädel weggeschossen worden.
Eine neuere Geschichte wird allerdings auch noch aus der napoleonischen Zeit von 1809 erzählt. Die Bauern hätten damals Napoleon bei einer Rast im Ort eine ganz magere Henne zum Essen vorgesetzt.
Der Riedname selbst dürfte aber eher auf die schlechte Qualität des dortigen Bodens hindeuten, der durch hohen Lehmanteil zwar für die Ziegelproduktion wertvoll war, als Ackerland jedoch weniger. In einer Urkunde des Stiftes Altenburg aus dem 16. Jahrhundert ist zu lesen:
Grundtackher bey laaerweg gegen Magerhenn …